# Sääskisaaret (ö i Kajanaland)
Sääskisaaret är en ö i Finland. Den ligger i sjön Laakajärvi och i kommunen Kajana i den ekonomiska regionen  Kajana ekonomiska region  och landskapet Kajanaland, i den centrala delen av landet, 400 km norr om huvudstaden Helsingfors. Öns area är 0,2 hektar och dess största längd är 130 meter i sydväst-nordöstlig riktning.  Notera att namnet antyder att det är fråga om flera öar.